# Mooste
Mooste är en småköping (estniska: alevik) i Põlva kommun i landskapet Põlvamaa i sydöstra Estland. Orten ligger cirka 200 kilometer sydost om huvudstaden Tallinn på en höjd av 51 meter över havet och antalet invånare 2012 var 450.
Innan kommunreformen 2017 utgjorde orten centralort i dåvarande Mooste kommun.

## Geografi
Terrängen runt Mooste är platt. Runt Mooste är det glesbefolkat, med 8 invånare per kvadratkilometer. Närmaste större samhälle är staden Põlva, 12,9 kilometer sydväst om Mooste. Omgivningarna runt Mooste är en mosaik av jordbruksmark och naturlig växtlighet.

### Klimat
Årsmedeltemperaturen i trakten är 6,5 °C. Den varmaste månaden är juli, då medeltemperaturen är 18,4 °C, och den kallaste är februari, med -4,5 °C.
1. ↑  Framräknat ur variansen i alla höjduppgifter (DEM 3") från Viewfinder Panoramas, inom tio kilometers radie.[2] Mer om algoritmen finns här: Användare:Lsjbot/Algoritmer.